# لغة التحكم بالبيانات
وهي اللغة الخاصة بمنح المستخدمين صلاحيات معينة مثل :
- GRANT : وتستخدم لمنح المستخدمين صلاحيات معينة لأداء مهام معينة.
- REVOKE : وتستخدم لإلغاء الصلاحيات التي تم منحها بالأمر السابق.

ويمكن السماح للمستخدمين بمثل الصلاحيات الآتية:
- CONNECT
- SELECT
- INSERT
- UPDATE
- DELETE
- EXECUTE
- USAGE